# 霍爾灣 (南設得蘭群島)
62°15′45″S 59°09′40″W / 62.26250°S 59.16111°W

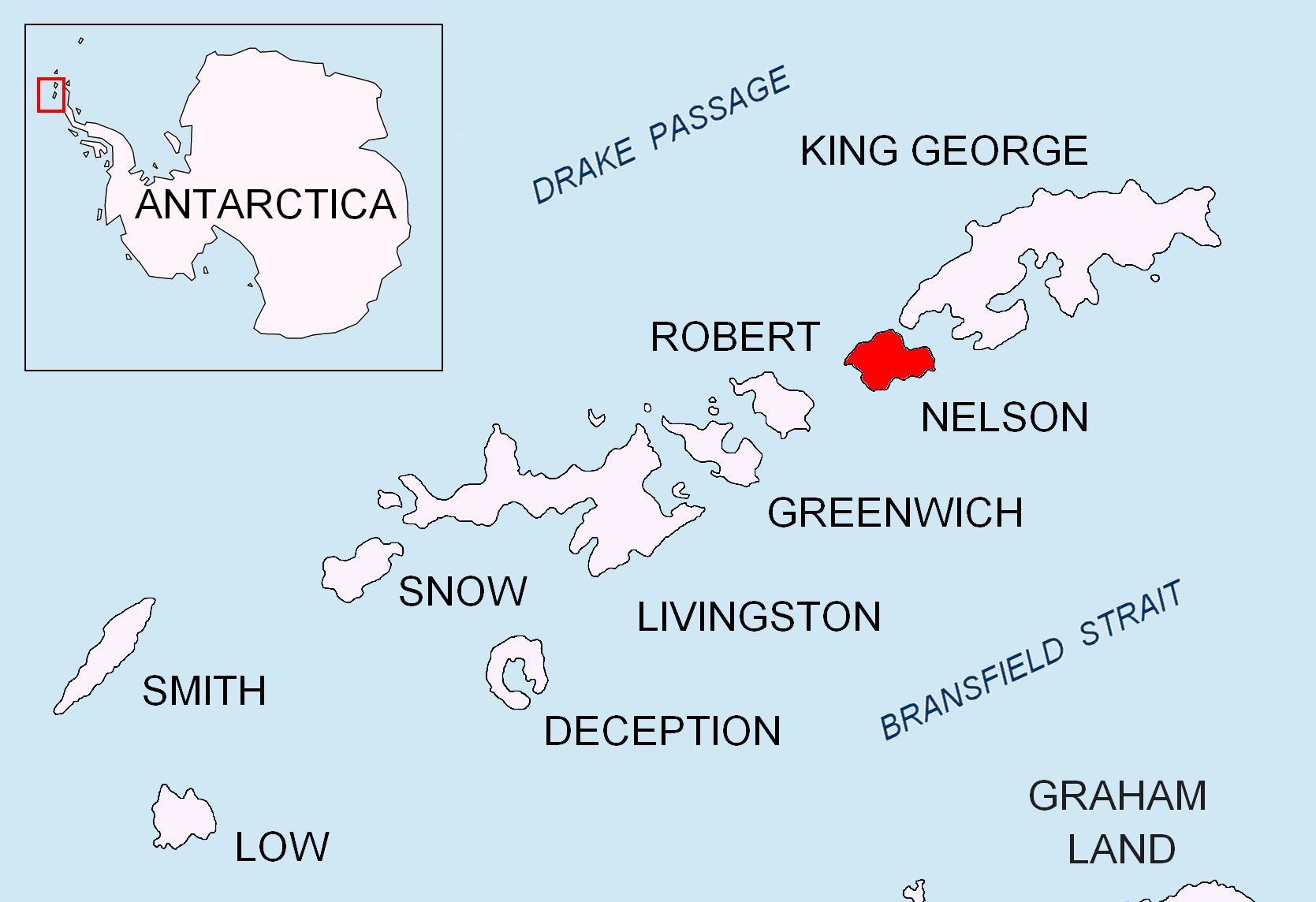

霍爾灣（Hall Cove），是南極洲的海灣，位於南設得蘭群島的納爾遜島西北岸，長1公里、寬2.85公里，入口處在斯米列茨角東北面和雷塔馬萊斯角西南面，現時由南極條約體系管理。